# اسرار لیسبون
اسرار لیسبون (به انگلیسی: Mysteries of Lisbon) یا رازهای لیسبون سریالی محصول سال ۲۰۱۰ و به کارگردانی رائول روئیز است. در این سریال بازیگرانی همچون ماریا ژائو باستوس، کلوتید امه، کارلوتو کوتا، لئا سیدو، ملویل پوپو و مالک زیدی ایفای نقش کرده‌اند.